# 新洲乡 (安庆市)
新洲乡，是中华人民共和国安徽省安庆市迎江区下辖的一个乡镇级行政单位。

## 行政区划
新洲乡下辖以下地区：
南木村、天然村、青龙村、永存村和康宁村。